# Концерт для фортепиано с оркестром № 1 (Хренников)
Концерт для фортепиано с оркестром № 1 фа мажор, соч. 1 — раннее произведение Тихона Хренникова для солирующего фортепиано и симфонического оркестра в 4 частях. Концерт посвящен Виссариону Шебалину. Премьера состоялась 21 июня 1933 года в Москве.

## История

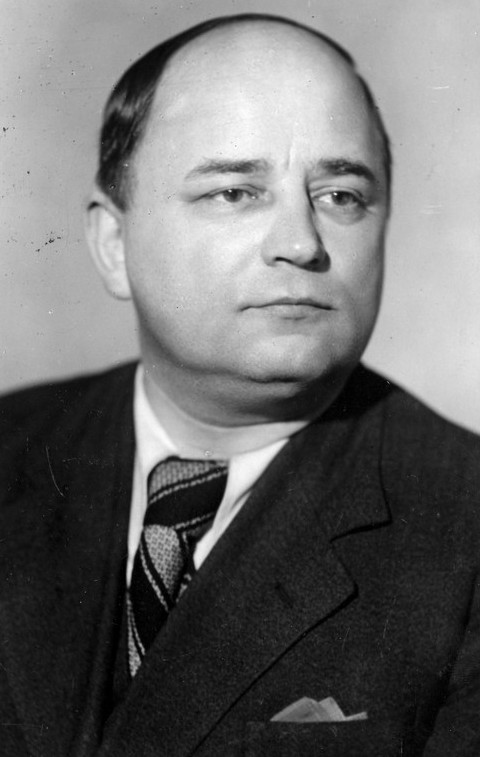
Композитор Виссарион Шебалин — учитель Хренникова в консерватории, которому он посвятил свое произведение

Хренников работал над сочинением концерта в 1932—1933 годах являясь студентом Московской консерватории. Это стало его первой серьёзной работой и имеет номер 1 среди его опусов.
Первоначально концерт был написан в трёх частях и в таком виде представлен публике 21 июня 1933 года в исполнении автора и сопровождении оркестра студентов Московской консерватории под управлением профессора Николая Аносова. В мае 1935 года состоялось обсуждение концерта на объединённом заседании Молодёжной и Исполнительской секций Союза советских композиторов.
18 мая 1935 года состоялась премьера концерта во второй редакции (в 4 частях) в Большом зале московской консерватории, солировал — автор в сопровождении Оркестра Всесоюзного радиокомитета под управлением Георга Себастьяна.
Хренников, впоследствии, очень часто исполнял сам этот концерт в своих авторских концертах по СССР и за рубежом с такими дирижёрами, как Николай Аносов, Александр Мелик-Пашаев, Вероника Дударова, Евгений Светланов, Борис Хайкин, Кирилл Кондрашин, Геннадий Рождественский, Стефан Турчак, Юрий Аранович, Добрин Петков, Рольф Кляйнерт, Натан Рахлин и др.

## Структура
- 1 часть — Allegro

- 2 часть — Andante

- 3 часть — Allegro

- 4 часть — Andante. Allegro molto

## Состав оркестра
Фортепиано, 2 флейты, 2 гобоя, 2 кларнета, 2 фагота, 2 валторны, 2 трубы, 2 тромбона, ударные, струнные.

## Известные аудиозаписи
- 1967 — солист Валерий Кастельский, дирижёр Юрий Аранович[5]
- 1973 — солист автор, дирижёр Кирилл Кондрашин[6][7]
- 1975 — солист автор, дирижёр Евгений Светланов[8][9]